# Afrograptidae
Famille
Les Afrograptidae sont une famille fossile de crustacés branchiopodes de l'ordre des Diplostracés et du sous-ordre des Spinicaudata.

## Genres
- Afrograpta
- Camerunograpta
- Congestheriella
- Fulaerjiella
- Jintengestheria
- Kedongestheria
- Migransia
- Nenjiangestheria
- Porostracus
- Tramostracus